# Obywatelski Komitet Poszukiwań Mieszkańców Suwalszczyzny Zaginionych w Lipcu 1945 r.
Obywatelski Komitet Poszukiwań Mieszkańców Suwalszczyzny Zaginionych w Lipcu 1945 r. – stowarzyszenie założone przez Mirosława Basiewicza 2 sierpnia 1987 w Suwałkach mające za cel działalność informacyjną w przedmiocie tzw. obławy augustowskiej oraz zebranie jak najszerszej dokumentacji o jej ofiarach.
Impulsem do powstania Komitetu było odkrycie pod koniec czerwca 1987 przez Stefana Myszczyńskiego (wśród zaginionych było jego trzech braci i ojczym) nieznanych grobów przy drodze Rygol – Giby. Istniało podejrzenie, że są to groby ofiar tzw. obławy augustowskiej. 
Pomimo szykan ze strony Służby Bezpieczeństwa, Komitet gromadził dokumentację dotyczącą zbrodni oraz popularyzował wiedzę na ten temat. Członkowie Komitetu odwiedzili sto kilkadziesiąt miejscowości, przeprowadzili tysiące rozmów, sporządzili kilkaset kwestionariuszy osób zaginionych, zebrali dokumentację w postaci różnych pism, zaświadczeń i fotografii. Działalność stowarzyszenia była wspierana m.in. przez Jerzego Giedroycia, prezydenta Ryszarda Kaczorowskiego, Zofię i Zbigniewa Romaszewskich. Prace Komitetu trwały do 1995 roku.

## Efekty prac
Dzięki działalności Komitetu problem obławy lipcowej był w 1989 sprawą znaną i aktualną. Dzięki temu przeprowadzono ponowną ekshumację w uroczysku Wielki Bór pod Gibami, gdzie spodziewano się znaleźć szczątki pomordowanych. Po badaniach okazało się, iż w miejscu tym znajdują się szczątki żołnierzy niemieckich. 
Z materiałów zebranych przez Komitet korzystała Prokuratura Wojewódzka w Suwałkach, która w 1992 podjęła śledztwo w sprawie losu ofiar obławy lipcowej z 1945. Ostatecznie całość materiałów została przekazana Instytutowi Pamięci Narodowej. Dzięki działalności Komitetu powstały audycje radiowe, artykuły prasowe oraz film dokumentalny Jacka Petryckiego, poświęcony obławie. Komitet doprowadził też do wzniesienia w 1991 w Gibach pomnika zaginionych.

## Działacze
- Piotr Bajer (ur. 1955), obecnie prezes Radia 5 w Suwałkach
- Alicja Maciejowska (ur. 1929, zm. 2016), dziennikarka Polskiego Radia
- Mirosław Basiewicz (ur. 1958, zm. 2022), milicjant wyrzucony ze służby za tworzenie niezależnych związków zawodowych
- Stanisław Kowalczyk (ur. 1952, zm. 2014), robotnik
- Maria Chwalibóg (ur. 1933, zm. 2024), emerytowana aktorka
- Jan Krzywosz (ur. 1939, zm. 2018), emerytowany inżynier
- Danuta Krzywosz (ur. 1940, zm. 2002)

## Nagrody
W 2007 roku stowarzyszenie zostało laureatem nagrody "Kustosza Pamięci Narodowej" im. G. Jakubowskiego. Tytuł został przyznany przez Instytut Pamięci Narodowej jako dowód uznania za szczególnie aktywny udział w upamiętnianiu historii Narodu Polskiego.